# كارمن بولو
كارمن بولو (بالإسبانية: Carmen Polo) (و. 1900 – 1988 م) هي سياسية إسبانية، ولدت في أوفييدو، توفيت في مدريد، عن عمر يناهز 88 عاماً، بسبب ذات الرئة القصبية.

## جوائز
حصلت على جوائز منها:
- وسام إيزابيلا الكاثوليكية.

## وصلات خارجية
- كارمن بولو على موقع IMDb (الإنجليزية)
- كارمن بولو على موقع الموسوعة البريطانية (الإنجليزية)
- كارمن بولو على موقع قاعدة بيانات الفيلم (الإنجليزية)

- كارمن بولو في قاعدة بيانات الأفلام على الإنترنت